# 邢紹德
邢紹德（1587年11月24日—？年），號舜玄，河南河南府洛陽縣人。明朝政治人物。

## 生平
萬曆四十年（1612年）壬子科鄉試第34名舉人，萬曆四十七年己未科易二房會試中式第124名，殿試三甲4名進士，兵部觀政，本年授行人，天啟元年辛酉順天同考，五年乙丑授山東道御史，巡視皇城，本年終養。

## 家族
曾祖邢惠之〔庠生〕、祖邢泗〔癸卯、知縣〕